# VINDplaats Zenit
VINDplaats Zenit is een in situ bewaarde archeologische vindplaats met resten uit het Mesolithicum in de Indischebuurt van stadsdeel Almere Buiten in de Nederlandse plaats Almere. Het ligt achter de gelijknamige rotonde Zenit, waar de drukke verkeersader De Evenaar aansluit op de Spectrumdreef. Bewoners, ondernemers en maatschappelijke instellingen maakten samen van VINDplaats Zenit een ontmoetingsplaats voor de hele buurt. Het beheer van hebben zij zelf in handen.

## Onderzoek en behoud
Tussen 2000 en 2003 is voorafgaand aan de aanleg van de Indischebuurt een systematisch archeologisch booronderzoek uitgevoerd.  Daarbij is gebleken dat zich in de ondergrond een dekzandrug bevindt die direct ten oosten van een vroegere rivierloop van de Eem is gelegen. Op de dekzandrug zijn twee met archeologische resten onderscheiden. De vindplaatsen 1 en 2 hebben minimaal oppervlak van resp. circa 6000 en 650 m². Deze omvang is bepaald aan de hand van de horizontale verspreiding van archeologische vondsten, met name vuursteenbewerkingsafval en fragmenten van verkoolde hazelnootdoppen. De hoogste delen van de vindplaatsen bevinden zich op ca. 9,50 meter onder NAP, de diepste delen op ca. 12 meter onder NAP. Dit betekent dat de archeologische resten zich ongeveer vier meter onder het huidige maaiveld bevinden. 
De archeologische resten zijn toe te schrijven aan nomaden die hier in vanaf 7700 vóór Christus — ruim tienduizend jaar geleden— leefden. De grote vindplaats is ruim 10.000 jaar oud en de kleine wordt geschat op 9.000 jaar. De resten zijn niet opgegraven. Nog afgezien van de technische uitdaging om een diepe opgravingsput in de polder aan te leggen, is in situ behoud (in de grond) uitgangsput van de gemeente Almere. Hiermee volgt de gemeente de uitgangspunten van het Europese Verdrag van Malta. Uit vergelijking met andere vindplaatsen uit de periode mag verwacht worden dat er zich resten van tijdelijke kampementen in de ondergrond bevinden, waarbij werktuigen zijn achtergebleven die zich met visserij, jagen en verzamelen te maken hebben. Seizoensgebonden moeten de rondzwervende groepen hier verspreid over honderden jaren steeds zijn teruggekomen.

## Gebruik
Op 12 juni 2013 was de symbolische ingebruikname van de VINDplaats. Sindsdien is een groep betrokkenen in wisselende samenstelling aan de slag gegaan met de invulling van VINDplaats Zenit. Er vindt stadslandbouw plaats (fruitbomen, pluktuin, school-/moestuintjes), er is een klein openluchtpodium  voor kunst en cultuur, er is een nagebouwde steentijdhut en met kunstwerken van Frans van der Ven is een `wandeling door de geschiedenis’ te maken.
Op VINDplaats Zenit wonen geen mensen, maar er zijn wel allerlei mensen uit liefhebberij betrokken geraakt bij deze plek. Sommigen kennen de plek al jaren, anderen zijn er door verrast doordat ze eens zijn gaan kijken en hebben nu aardigheid in een tuintje of helpen eens per maand een paar uurtjes mee aan het noodzakelijke groenonderhoud. Alles met respect voor het verleden dat diep onder de grond zit. 
Bij de toegang staat een erfgoedmarker naar ontwerp van Iris Le Rütte, die de aandacht vestigt op het archeologische verhaal.